# Pantion-Universität Athen

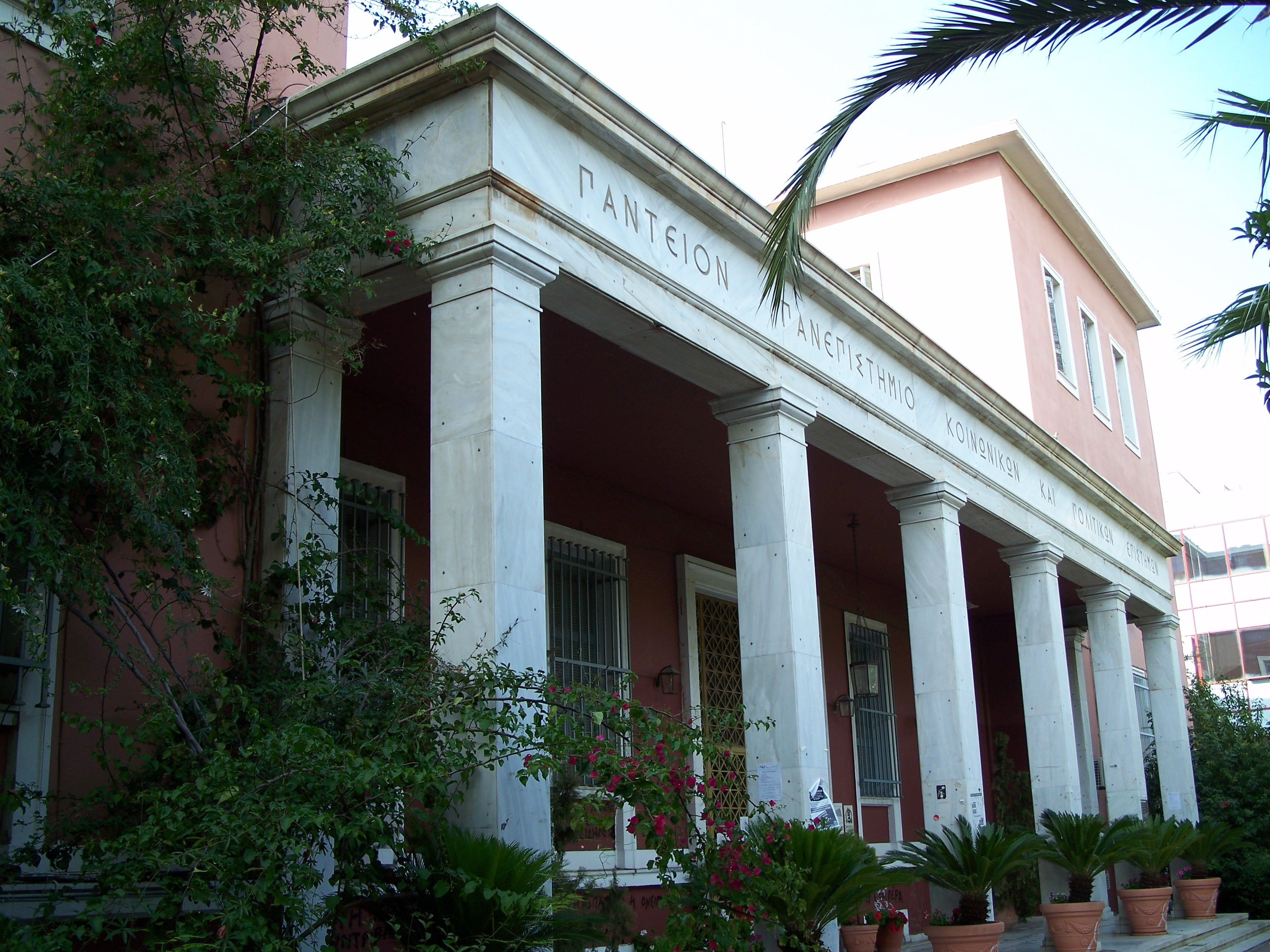
Hauptgebäude

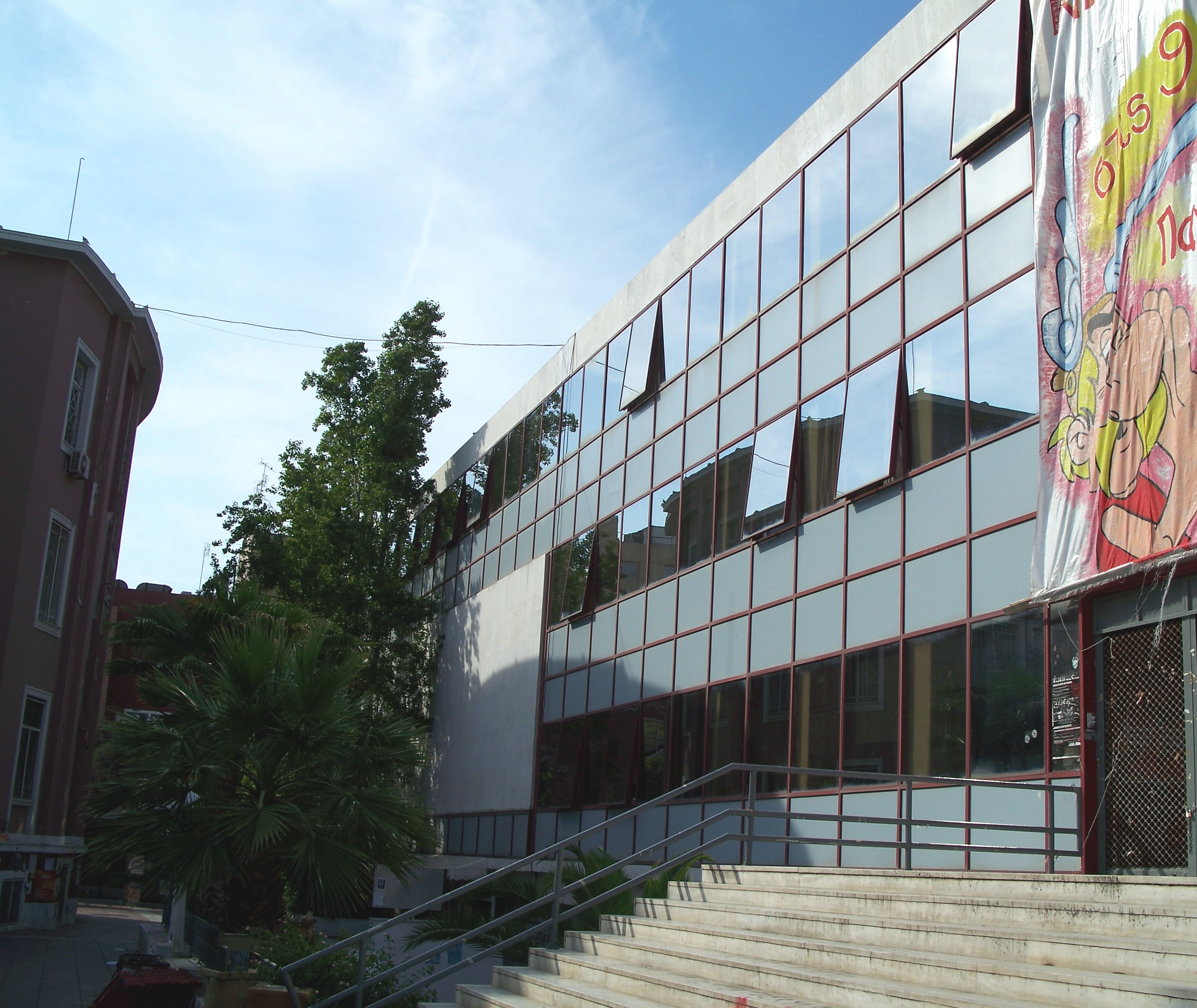
Neubau

Die Panteion-Universität Athen (griechisch Πάντειο Πανεπιστήμιο Pantio Panepistimio) ist eine sozial- und politikwissenschaftliche Universität in Athen. Die nach dem Juristen und Politikwissenschaftler Alexandros I. Pantos (1888–1930) benannte Pantion-Universität Athen wurde 1927 gegründet und gliedert sich in neun akademische Abteilungen:
- Abteilung Politikwissenschaften und Geschichte
- Abteilung Internationale und European Studies
- Abteilung Öffentliche Verwaltung
- Abteilung Soziologie
- Abteilung Wirtschaftliche und Regionale Entwicklung
- Abteilung Sozialpolitik und Sozialanthropologie
- Abteilung Kommunikation und Massenmedien
- Abteilung Psychologie
- Abteilung Rechtswissenschaften

## Persönlichkeiten
Professoren
siehe Kategorie:Hochschullehrer (Pantion-Universität Athen)
- Thanos Lipowatz (* 1943), Politischer Theoretiker und Sozialwissenschaftler
- Andreas Loverdos (* 1956), Politiker, 2009–2010 griechischer Minister für Arbeit und Soziale Sicherheit, 2010–2012 griechischer Minister für Gesundheit und Soziale Solidarität
- Kosmas Psychopedis (1944–2004), Philosoph und Politologe
- Christos Rozakis (* 1941), Rechtswissenschaftler, Vizepräsident des Europäischen Gerichtshofs für Menschenrechte
- Konstantinos Simitis (1936–2025), Politikwissenschaftler, Politiker, Ministerpräsident Griechenlands
- Dimitris Tsatsos (1933–2010), Rechtswissenschaftler, ehemaliges MdEP
- Christos Yannaras (1935–2024), Religionsphilosoph
- Sotia Tsotou  (1942–2011), Journalistin, Dichterin